# Guarida del Lobo
La Guarida del Lobo (en alemán: Wolfsschanze) era el nombre en clave de uno de los mayores cuarteles generales de Adolf Hitler durante la Segunda Guerra Mundial. El complejo se encontraba en la aldea de Gierłoż (en alemán: Forst Görlitz), cerca de Kętrzyn, antigua Rastemburg, en lo que antes era Prusia Oriental y hoy es Polonia. 
Otros búnkeres de Hitler situados por toda Europa también empiezan con la palabra Wolf ('lobo'), tales como el Wolfsschlucht ('barranco del lobo') en Bélgica y el Werwolf ('hombre lobo') de Vínnitsa, en una zona pantanosa llena de mosquitos en Ucrania. Esto se debe a que Hitler fue apodado durante un tiempo Herr Wolf por sus amigos más cercanos y a la fuerte influencia que en la mitología germánica tiene la leyenda del Werwolf.

## Historia
Fue construido en 1941 para la ofensiva alemana contra la Unión Soviética. Poseía unos 80 edificios camuflados, 50 de los cuales eran búnkeres. Estaba rodeado de campos minados y alambres de púas e inmerso en un tupido bosque. Tenía su propia central eléctrica y recibía suministros de una base aérea cercana. En el Wolfsschanze se perpetró el fallido intento de asesinato de Hitler, el 20 de julio de 1944, planificado principalmente por Claus von Stauffenberg.
El complejo fue abandonado por los nazis a principios de 1945, al acercarse el Ejército Rojo a la frontera de Prusia. Al retirarse, Hitler ordenó la demolición del complejo. Sin embargo, a pesar de que se utilizaron potentes explosivos, los edificios permanecieron en pie, aunque seriamente dañados. Hoy en día el sitio es una popular atracción turística, y en el lugar se encuentra un monumento a los conspiradores del 20 de julio.

## Galería de imágenes

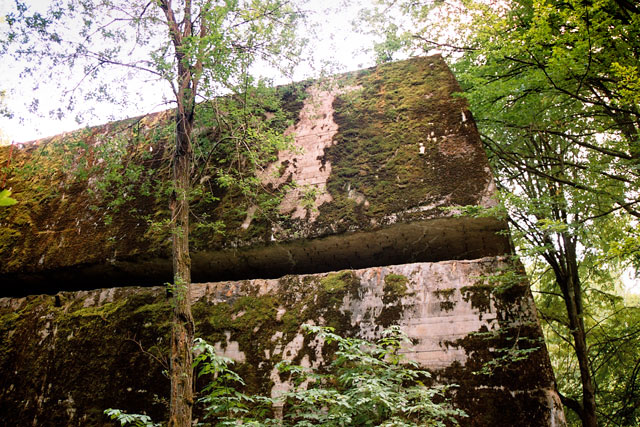
Enormes cantidades de explosivos fueron utilizados para destruir los búnkeres de Wolfsschanze. En este caso la explosión ha levantado el techo de una casamata de hormigón armado de 2 m de espesor.
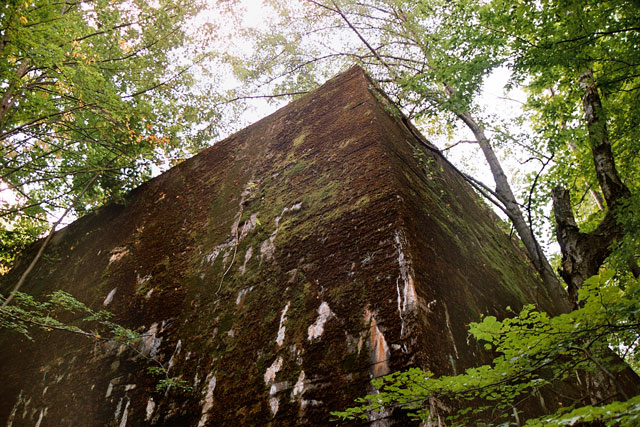
Un búnker de Wolfsschanze mejor conservado.
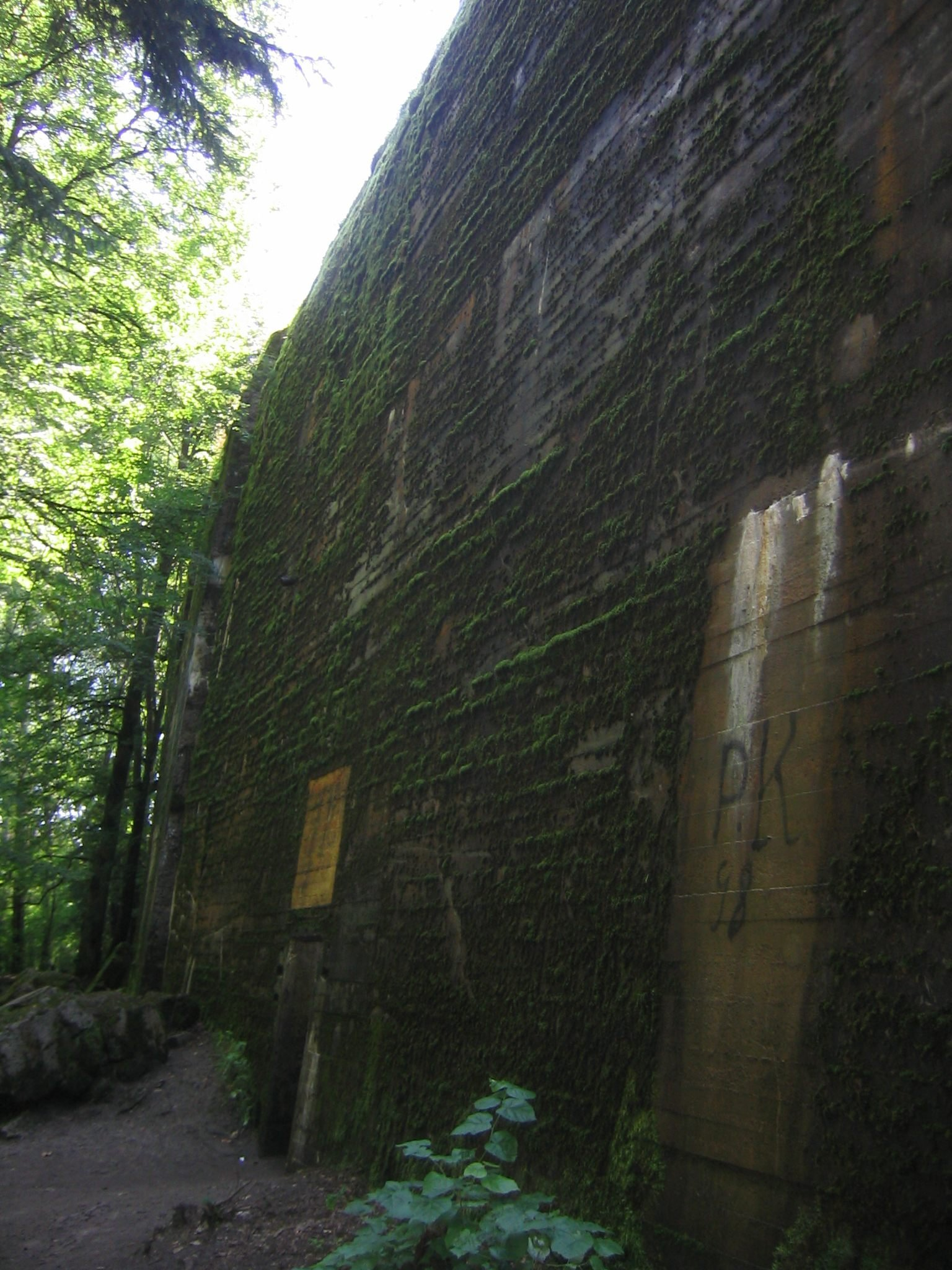
Más ruinas de los búnkeres de Hitler en Wolfsschanze.